# Something Wicked (película)
Something Wicked es una película protagonizada por Shantel VanSanten, John Robinson, Julian Morris, James Patrick Stuart y Brittany Murphy.
Mientras tanto Brittany Murphy es su último trabajo antes de fallecer.

## Sinopsis
Mientras una pareja de jóvenes se embarcan en sus planes de boda, horribles secretos de su pasado chocan con fuerzas siniestras del presente para asegurar que los recién casados no vivan "felices para siempre." Y así crear un mal augurio a la pareja.

## Elenco
- Christine - Shantel VanSanten
- James - John Robinson
- Ryan - Julian Morris
- Bill - James Patrick Stuart
- Susan - Brittany Murphy
- John - Robert Blanche
- Zeal - Angelique Perrin
- Ellen - Betty Moyer
- Doug - Lance Rosen
- Ed - Jerry Buxbaum
- Dave - Joe Feeney
- Donna - October Moore
- Sgt. Ellis - Mike Hawkins
- Sheriff - John Breen
- Policía #1 - Gilberto Martín del Campo
- Policía #2 - Patricia Malley Thacher
- Erica - Katie O’Grady
- Ministro - Jeff Hunter
- Administrador - Daniel Wallace
- Profesora - Haley Snyder